# Stereophyllum woodii
Stereophyllum woodii är en bladmossart som beskrevs av Magill in Magill och Edmund André Charles Lois Eloi `Ted' Schelpe 1979. Stereophyllum woodii ingår i släktet Stereophyllum och familjen Stereophyllaceae. Inga underarter finns listade i Catalogue of Life.